# Arnold Bögli
Arnold Bögli (ur. 31 maja 1897 w La Chaux-de-Fonds) – szwajcarski zapaśnik walczący w stylu wolnym. Wicemistrz olimpijski z Amsterdamu 1928 w kategorii 87 kg.
- Turniej w Amsterdamie 1928

Wygrał z Amerykaninem Heywoodem Edwardsem, Francuzem Henrim Lefèbvrem i przegrał ze Szwedem Thurem Sjöstedtem.